# Antrodiaetus unicolor
Antrodiaetus unicolor es una especie de araña del género Antrodiaetus, familia Antrodiaetidae. Fue descrita científicamente por Hentz en 1842.
Se distribuye por los Estados Unidos. La especie se mantiene activa durante todos los meses del año.